# Maramurešské pohoří
Maramurešské pohoří, rumunsky Munții Maramureșului (ukrajinsky Мармароський масив, Marmaros'kyj masyv nebo Рахівські гори, Rachivs'ki hory), je pohoří na rumunsko-ukrajinských hranicích. Patří k jádrovým pohořím Vnitřních Východních Karpat. Z hlediska rumunského členění rumunských Východních Karpat patří do nejsevernější skupiny zvané Maramurešské a Bukovinské Karpaty (Carpații Maramureșului și Bucovinei). V širším smyslu jsou někdy z rumunského pohledu za Maramureš považovány celé Poloninské Karpaty.
Jižní svahy spadají do Maramurešské kotliny (Depresiunea Maramureșului) s řekami Vișeu a Iza; za ní se zvedají pohoří Țibleș a Rodna. V závěru kotliny na jihovýchodě je Maramureš oddělen od Rodny sedlem Prislop (1416 m). Kotlina ohraničuje pohoří Maramureš i ze západu, kde se na rumunsko-ukrajinské hranici Vișeu vlévá do Tisy. Na ukrajinské straně ohraničuje pohoří ze západu tok Tisy, ze severu údolí její zdrojnice Bílé Tisy (Біла Тиса), která odděluje Maramureš (zde též Rachivské hory) od Čornohory. Dále na východ k Maramureši přiléhají ukrajinské Čivčiny a Hrynjavy. Nejvyšší vrchol Maramureše, Farcău, neleží na hlavním hraničním hřebeni, ale na bočním hřebeni vybíhajícím k jihu do rumunského vnitrozemí. Jeho nadmořská výška je v různých zdrojích udávána různě: 1956, resp. 1962 m.
Pohoří je velmi řídce obydlené pastevci. V karpatských lesích žijí medvědi, rysi a vlci.

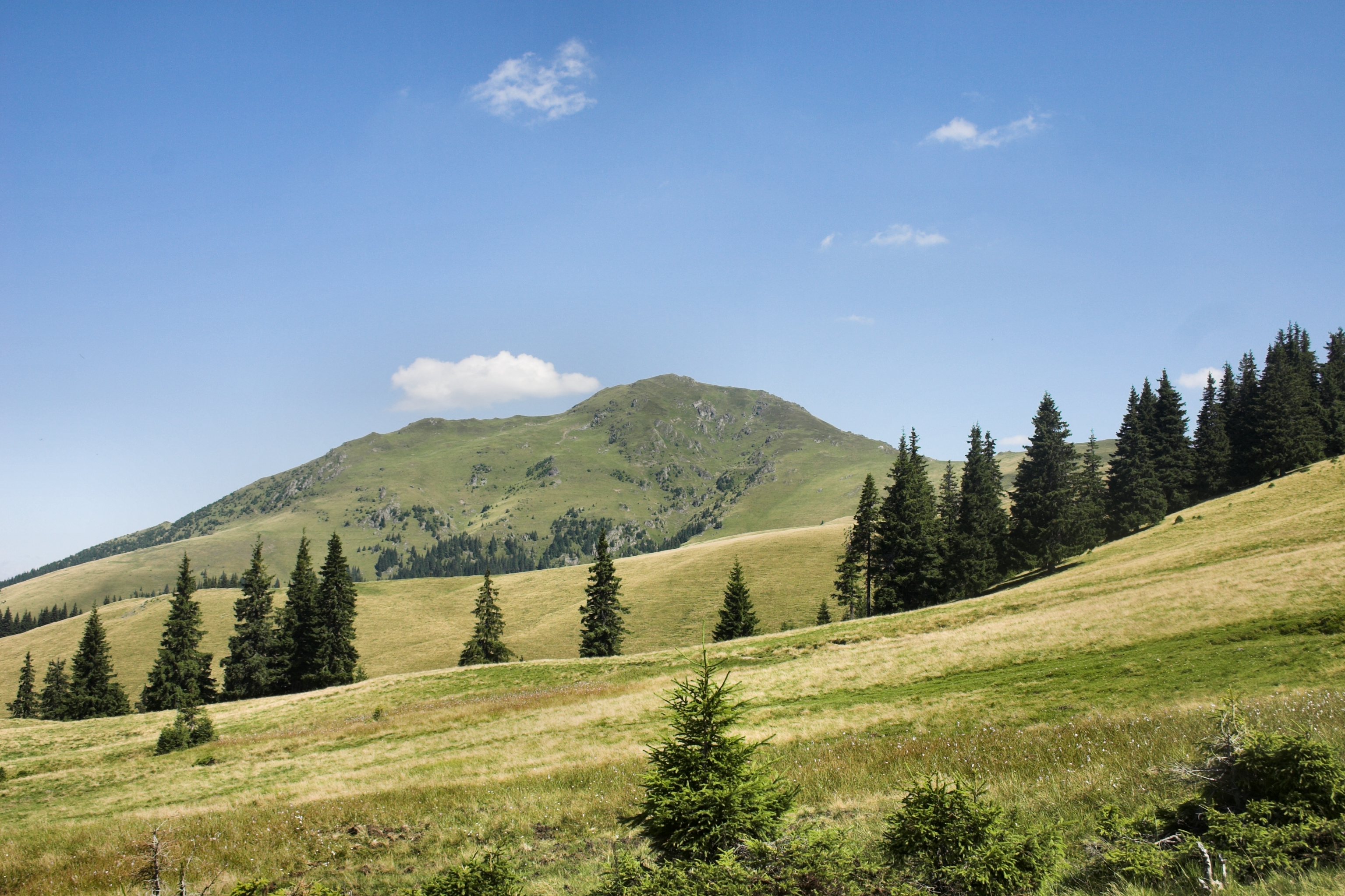
Farcău od jihu
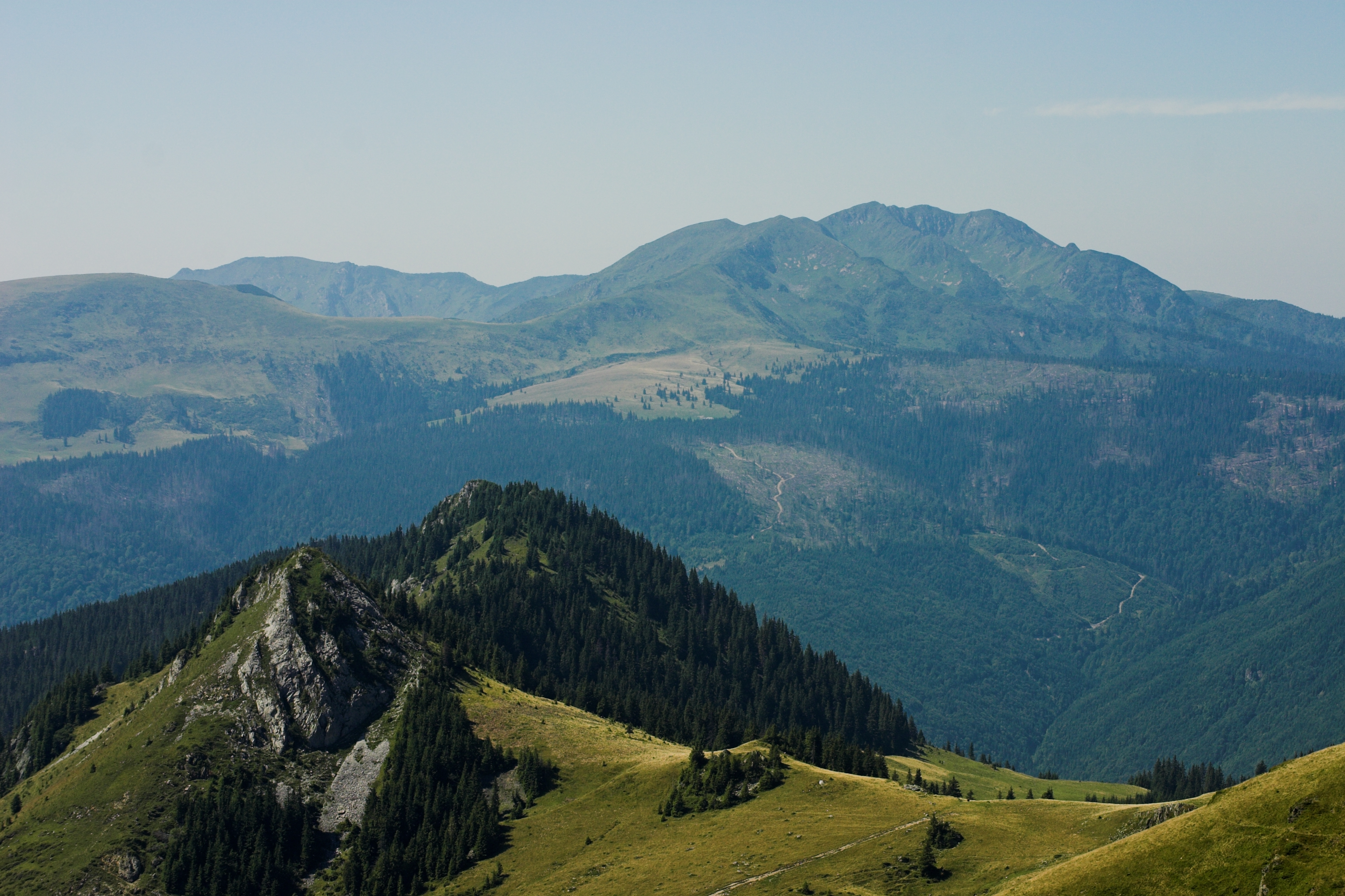
Pop Ivan od východu